# Première Nation de Shamattawa
La Première Nation de Shamattawa (ᑭᓭᒫᑖᐘ ou kisêmâtâwa en cri) est une Première Nation dans le Nord du Manitoba au Canada. Elle occupe la réserve de Shamattawa 1 située sur les rives de la rivière Gods.

## Géographie
La Première Nation de Shamattawa possède une réserve, Shamattawa 1, située sur les rives de la rivière Gods où elle est rejoint par la rivière Echoing. Elle se trouve à 320 km à l'ouest de Thompson et couvre une superficie de 2 316,9 hectares. Pour une partie de l'année, elle est seulement reliée au reste de la province par des routes d'hiver ou de glace, c'est-à-dire des routes temporaires utilisant des surfaces gelées. Elle est également accessible via l'aérodrome de Shamattawa.

## Démographie
En janvier 2022, la Première Nation de Shamattawa avait une population inscrite totale de 1 623 membres dont 192 vivaient hors réserve.
Lors du recensement du Canada de 2016, la réserve de Shamattawa 1 avait une population de 1 019 habitants.

## Gouvernance
La Première Nation de Shamattawa est affiliée au conseil tribal de Keewatin.

## Annexe